# Per-Anders Persson
Per-Anders Persson, född 20 maj 1930 i Helsingborgs Maria församling, död 2001 i Socorro, New Mexico, USA, var en svensk sprängtekniksforskare och direktör.
Persson tog civilingenjörsexamen vid Chalmers tekniska högskola 1953, och arbetade därefter två år vid Stal-Laval och fyra år vid Bofors. Han studerade därefter vid University of Cambridge 1959-1961, där han tog en doktorsexamen, och var därefter verksam vid Försvarets forskningsanstalt (FOA). 1965 anställdes han som forskningschef vid Nitro Nobels Detoniklaboratorium och blev VD för Stiftelsen Svensk Detonikforskning, båda med säte i Vinterviken. 1984 flyttade han till USA, där han var Professor of Mining Engineering vid New Mexico Tech (New Mexico Institute of Mining and Technology) fram till 1999.
Han uppfann Nonel, ett icke-elektriska tändsystem för sprängämnen, och tog patent på detta 1968. För uppfinningen av Nonel tilldelades han 1973 Polhemsmedaljen av Svenska Teknologföreningen, 1980 Distinguished Service Award av Society of Explosives Engineers i USA, 1985 Svenska Uppfinnares pris av Styrelsen för teknisk utveckling (STU) och 1990 Nitro Nobel-medaljen.
Persson invaldes 1976 som ledamot av Ingenjörsvetenskapsakademien.